# Телара (Катанцаро)
Телара је насеље у Италији у округу Катанцаро, региону Калабрија.
Према процени из 2011. у насељу је живело 23 становника. Насеље се налази на надморској висини од 1034 м.